# Spring Hill (Minnesota)
Spring Hill è un comune degli Stati Uniti d'America, situato nello Stato del Minnesota, nella Contea di Stearns.